# Kaplica rodu Kępińskich w Szczurowej
Kaplica rodu Kępińskich w Szczurowej – neogotycka kaplica cmentarna z II poł. XIX wieku znajdująca się na cmentarzu parafialnym w Szczurowej. Wybudowana jako miejsce pochówku członków rodu Kępińskich - właścicieli Szczurowej - którzy spoczywają w jej krypcie.

## Historia
Kaplica wzniesiona została w 1861 roku z inicjatywy ówczesnych właścicieli Szczurowej i okolicznych dóbr - Anastazji i Jana Kępińskich - jako kaplica cmentarna oraz grobowiec ich rodziny. Oprócz Anastazji i Jana w krypcie spoczywają również: ich bratanek Aleksander z żoną Alojzą i synem Antonim.
W 1927 roku miało miejsce włamanie do kaplicy, podczas którego skradziona została umieszczona przy wejściu kuta ze srebra wieczna lampka oraz klejnoty z trumien Jana i Anastazji.
Obecnie kaplica nie jest wykorzystywana w celach sakralnych - msze pogrzebowe odbywają się w nowej kaplicy przycmentarnej - zabytkowa kaplica ulega natomiast postępującej degradacji. Nie są planowane żadne inwestycje mające na celu jej odrestaurowanie (stan na XI 2022).

## Architektura
Kaplica wybudowana została w stylu neogotyckim, koresponduje architektonicznie z pobliskim Kościołem św. Bartłomieja Apostoła. Budynek jest dwukondygnacyjny; na górnym poziomie znajduje się kaplica wraz z ołtarzem, natomiast w przyziemiu mieści się krypta z trzema sarkofagami, w których spoczywają członkowie rodu Kępińskich. Kaplica przystosowana jest do odprawiania mszy ad orientem; ze względu na niewielkie rozmiary budynku, ołtarz umieszczony jest tuż przy wschodniej ścianie kaplicy. Nad wejściem do krypty widoczny jest herb Anastazji z domu Chwalibóg - Strzemię - oraz herb Kępińskich - Niesobia.